# Kristi himmelsfärdsdag

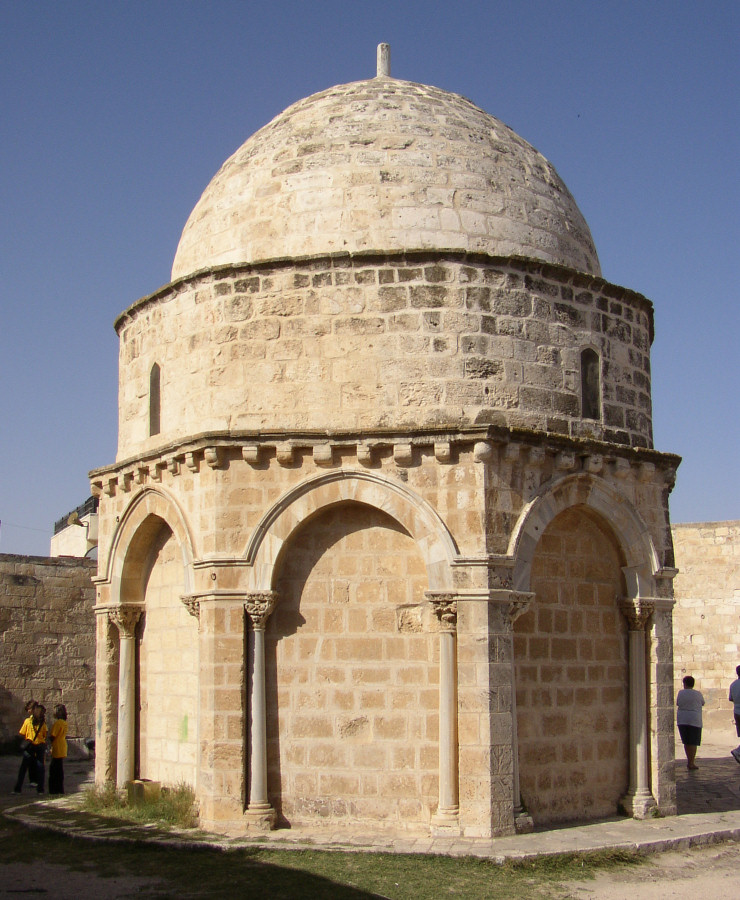
Högst uppe på Oljeberget i Jerusalem har man byggt ett kapell till åminnelse av händelsen.

Kristi himmelsfärdsdag (latin: Dies sanctus ascensionis Domini), skämtsamt även Kristi flygare, förr även helgetorsdag, är en helgdag inom kristendomen som har firats sedan 300-talet. Det är dagen då Jesus efter uppståndelsen enligt Nya Testamentet lämnade jorden, och fördes upp till himlen inför elva av apostlarna.
Dagen infaller 39 dagar (på den 40:e dagen) efter påskdagen. Liksom påsk och pingst bygger dessa båda helger på måncyklerna och infaller därför vid olika datum olika år. Någon egentlig årsdag av Kristi himmelsfärd kan man alltså inte tala om. Den liturgiska färgen är vit på den här dagen.
| ”                                 | ’Jag skall sända er vad min fader har lovat. Men ni skall stanna här i staden tills ni har blivit rustade med kraft från höjden.’ Han tog dem med sig ut ur staden bort mot Betania, och han lyfte sina händer och välsignade dem. Medan han välsignade dem lämnade han dem och fördes upp till himlen. De föll ner och hyllade honom och återvände sedan till Jerusalem under stor glädje. Och de var ständigt i templet och prisade Gud. | „ |
| – Lukasevangeliet 24:49-53, B2000 | |   |

## Firande
Kristi himmelsfärdsdag har firats sedan mitten av 300-talet, eventuellt sedan 375. Då firades redan en högtid vid den tiden på året. Högtiden har kallats betessläppningen, eftersom det var då man lät boskapen gå ut på bete.

### Sverige
Helgdagen, en röd dag, infaller alltid på en torsdag, vilket gör den följande fredagen till en klämdag som möjliggör för många att få en långhelg med ledighet. Det är den enda klämdagen i Sverige som återkommer varje år. Sedan 1924 eller 1925 firas dagen också som folknykterhetens dag.
Den ansågs tidigare vara den första sommardagen i stora delar av Sverige och kallades därför bland annat "barärmdagen", eftersom kvinnorna började gå med bara armar, och "första metardagen" då sommarfisket inleddes. Gökottor, med eller utan kyrklig koppling, firas ofta denna dag.
När Sveriges nationaldag, den 6 juni, 2005 blev helgdag, uppstod möjligheten att få en extra lång ledighet på fem dagar (inklusive klämdagen) om Kristi himmelsfärdsdag infaller den 2 juni. Detta skedde år 2011.
I Sverige infaller Kristi himmelsfärdsdag tidigast den 30 april och senast den 3 juni, vilket gör att den ibland infaller på Valborgsmässoafton eller första maj. Senaste gången den inföll på Valborgsmässoafton var 1818.

## Svenska kyrkan

### Texter
Torsdagens tema enligt 2003 års evangeliebok är Herre över allting. De bibeltexter som används för att belysa dagens tema är:
| Första årgången                                                                               | Andra årgången | Tredje årgången | Psaltarpsalm  |
| --------------------------------------------------------------------------------------------- | --- | --- | ------------- |
| Andra Kungaboken 2:11–14 Apostlagärningarna 1:1–11 (läses varje år) Markusevangeliet 16:19–20 | Jesaja 61:10–11 Apostlagärningarna 1:1–11 (läses varje år) Lukasevangeliet 24:49–53 Efesierbrevet 1:17–23 (alternativ text) | Daniel 7:13–14 Apostlagärningarna 1:1–11 (läses varje år) Johannesevangeliet 17:1–8 Efesierbrevet 4:7–13 (alternativ text) | Psaltaren 110 |

## Dagens infallande 1951–2040 (västlig tradition)
Kristi himmelsfärdsdag infaller för de västliga kyrkorna 39 dygn efter påskdagen enligt Carl Friedrich Gauss påskformel:
| - 3 maj 1951 - 22 maj 1952 - 14 maj 1953 - 27 maj 1954 - 19 maj 1955 - 10 maj 1956 - 30 maj 1957 - 15 maj 1958 - 7 maj 1959 - 26 maj 1960 - 11 maj 1961 - 31 maj 1962 - 23 maj 1963 - 7 maj 1964 - 27 maj 1965 - 19 maj 1966 - 4 maj 1967 - 23 maj 1968 | - 15 maj 1969 - 7 maj 1970 - 20 maj 1971 - 11 maj 1972 - 31 maj 1973 - 23 maj 1974 - 8 maj 1975 - 27 maj 1976 - 19 maj 1977 - 4 maj 1978 - 24 maj 1979 - 15 maj 1980 - 28 maj 1981 - 20 maj 1982 - 12 maj 1983 - 31 maj 1984 - 16 maj 1985 - 8 maj 1986 | - 28 maj 1987 - 12 maj 1988 - 4 maj 1989 - 24 maj 1990 - 9 maj 1991 - 28 maj 1992 - 20 maj 1993 - 12 maj 1994 - 25 maj 1995 - 16 maj 1996 - 8 maj 1997 - 21 maj 1998 - 13 maj 1999 - 1 juni 2000 - 24 maj 2001 - 9 maj 2002 - 29 maj 2003 - 20 maj 2004 | - 5 maj 2005 - 25 maj 2006 - 17 maj 2007 - 1 maj 2008 - 21 maj 2009 - 13 maj 2010 - 2 juni 2011 - 17 maj 2012 - 9 maj 2013 - 29 maj 2014 - 14 maj 2015 - 5 maj 2016 - 25 maj 2017 - 10 maj 2018 - 30 maj 2019 - 21 maj 2020 - 13 maj 2021 - 26 maj 2022 | - 18 maj 2023 - 9 maj 2024 - 29 maj 2025 - 14 maj 2026 - 6 maj 2027 - 25 maj 2028 - 10 maj 2029 - 30 maj 2030 - 22 maj 2031 - 6 maj 2032 - 26 maj 2033 - 18 maj 2034 - 3 maj 2035 - 22 maj 2036 - 14 maj 2037 - 3 juni 2038 - 19 maj 2039 - 10 maj 2040 |